# Peter Pan (Disney)
Pour les articles homonymes, voir Peter Pan (homonymie).
Peter Pan est un personnage développé par les studios Disney sur la base du personnage éponyme du roman Peter Pan de J. M. Barrie pour le long métrage Peter Pan (1953).

## Autres apparitions
Alexander Molony (en) l'incarne dans Peter Pan et Wendy (2022) de David Lowery.

## Interprètes
- Voix originale : Bobby Driscoll
- Voix allemande : Ernst Jacobi (en)
- Voix brésilienne : Lauro Fabiano (1953) ; Oberdan Júnior (1991)
- Voix danoise : Buster Larsen
- Voix finnoise : Jarkko Tamminen
- Voix française : Claude Dupuy (1953) ; Hervé Rey (1994)
- Voix italienne : Corrado Pani (1953) ; Giorgio Borghetti (1986)
- Voix japonaise : Mitsuo Iwata ; Masumi Gotō
- Voix néerlandaise : Jasper Krabbé
- Voix polonaise : Krystyna Chimanienko
- Voix portugaise : Victor Emanuel
- Voix suédoise : Per Oscarsson (1953) ;  Anders Öjebo (1992)